# Juana Vásquez Vásquez
Juana Vásquez Vásquez (Villa Hidalgo Yalálag, Villa Alta, Oaxaca, 27 de enero de 1944) es zapoteca de la sierra norte de Oaxaca, escritora, traductora, peleografa, activista de derechos lingüísticos e investigadora zapoteca.  Es autora y colaboradora de diversos estudios sobre la historia de documentos coloniales en la lengua zapoteca así como promotora de la lengua zapoteca de la comunidad de Yalálag. 

## Trayectoria
Cursó estudios de medicina y trabajo social, y cuando regresó a su comunidad trabajó activamente en la defensa del territorio y de los derechos de los pueblos indígenas. Es Co-fundadora del Centro Cultural Uken ke uken espacio dedicado a la promoción de la cultura zapoteca que cuenta con una Banda de Música, una Biblioteca y un espacio de producción radiofónica.
Desde la década de los ochenta es colaboradora de Nancy Farris, especialista en la historia colonial de México. En 2014 se publicó el libro "Libana. El discurso ceremonial mesoamericano y el sermón cristiano " de la Dra. Nancy Farriss  con la colaboración de Juana Vásquez Vásquez. Este libro es pionero en la descripción de la historia literaria olvidada y presenta varios ejemplos de la retórica y poética zapotecas.
Desde 2017 ha colaborado con el proyecto FILOV de la Biblioteca de Investigación Juan de Córdova de la Fundación Alfredo Harp Helú Oaxaca.  Sus conocimientos sobre la lengua zapoteca y su experiencia en la paleografía de documentos coloniales ha permitido que 
Ocupó el cargo de suplente de la Regiduría de Educación de su municipio, cuyas elecciones se rigen por Sistemas Normativos Indígenas.

## Controversias
En el año 2000 en el contexto de un conflicto comunitario, formó parte del grupo opositor al gobierno municipal de Villa Hidalgo Yalálag.

## Publicaciones
- Romero Frizzi, María de los Ángeles y Juana Vázquez Vásquez. (2011). Tlalocan: Revista de fuentes para el conocimiento de las culturas indígenas de México. Un título Primordial de San Fransico Yatee, Oaxaca, Vol. 17, 87-120.[9]
- María de los Ángeles Romero Frizzi y Juana Vásquez Vásquez, La memoria de Juquila: p.393 en: Romero Frizzi, María de los Ángeles (Coordinadora). Escritura Zapoteca: 2500 años de historia México: Centro de Investigación y Estudios Superiores de Antropología e Historia, 2003.[10]